# Fructosa-bisfosfato aldolasa
La fructosa-bisfosfato aldolasa, o simplemente aldolasa, (EC 4.1.2.13) es una enzima que participa en la glucólisis. Cataliza la escisión de la  fructosa-1,6-bisfosfato en dos triosas, dihidroxiacetona fosfato y gliceraldehído 3-fosfato.
D-fructosa-1,6-bisfosfato {\displaystyle \rightleftharpoons } dihidroxiacetona fosfato + D-gliceraldehído-3-fosfato
También cataliza la rotura reversible de la fructosa-1-fosfato en gliceraldehído y dihidroxiacetona fosfato.
D-fructosa-1-fosfato {\displaystyle \rightleftharpoons } dihidroxiacetona fosfato + D-gliceraldehído
En el ser humano se conocen tres isozimas de la aldolasa (aldolasa A, aldolasa B y aldolasa C) codificadas por tres genes diferentes que se expresan de forma diferente durante el desarrollo. Pequeñas diferencias en la estructura de las isozimas resultan en diferentes actividades sobre los dos sustratos: fructosa-1,6-bisfosfato y fructosa-1-fosfato. La aldolasa B no exhibe preferencia sobre los sustratos y, por tanto, cataliza ambas reacciones. En cambio las aldolasas A y C prefieren la fructosa-1,6-bisfosfato.

## Mecanismo
En la aldolasa de mamíferos los residuos catalíticos clave que participan en la reacción son lisina y tirosina. La tirosina actúa como un aceptor eficiente de hidrógeno mientras que la lisina se une covalentemente y estabiliza el intermedio. Muchas bacterias usan dos iones magnesio en vez de la lisina.
| |
| Figura 1. Mecanismo de reacción de la aldolasa para la rotura de la fructosa-1,6-bisfosfato. Las cadenas laterales de los residuos del sitio activo están mostradas en azul. |

| |
| Figura 2. Mecanismo de la aldolasa para la rotura de la fructosa-1-fosfato produciendo dihidroxiacetona fosfato y gliceraldehído. |

La fructosa bisfosfato aldolasa rompe una fructosa de 6 átomos de carbono en dos productos de 3 átomos de carbono en una reacción aldólica reversible. Esta reacción está caracterizada por la formación de una base de Schiff intermedia con un residuo lisina del sitio activo de la enzima. La formación de la base de Schiff es el hecho diferenciador entre la enzima de clase I producida por los animales y la enzima de clase II producida por los hongos y bacterias. Después de la formación de la base de Schiff, el cuarto grupo hidroxilo de la fructosa es desprotonado por un residuo aspartato, lo que conduce a la rotura del aldol. La hidrólisis de la base de Schiff produce dos productos de 3 átomos de carbono.
La ΔG°’ de esta reacción es +23.9 kJ/mol. A pesar de que parezca demasiado elevada para que la reacción ocurra, se ha encontrado que bajo condiciones fisiológicas, la ΔG de la reacción está cerca e incluso por debajo de cero. Por ejemplo, en los eritrocitos es de -0.23 kJ/mol.

## Aldolasa A
La aldolasa A se encuentra en el embrión en desarrollo y se produce en grandes cantidades en el músculo adulto. Se presenta como un homotetrámero. La expresión de la aldolasa A es reprimida en el hígado adulto, riñones e intestino. Se encuentra en niveles similares a la aldolasa C en el cerebro y en otros tejidos del sistema nervioso.  El splicing alternativo del gen de la aldolasa A resulta en múltiples variantes que codifican la misma proteína. Se ha demostrado que la aldolasa A interacciona con PLD2,, SNX9 y WAS.
Los defectos en aldolasa A causan la enfermedad de almacenamiento del glucógeno de tipo 12 (GSD12), conocida también como deficiencia de la aldolasa de los glóbulos rojos. Es una alteración metabólica asociada con un incremento en glucógeno hepático y anemia hemolítica. Puede producir miopatía con intolerancia al ejercicio y rabdomiólisis.

## Aldolasa B
En los mamíferos, la aldolasa B se expresa preferentemente en el hígado. En los humanos, la aldolasa B es codificada por el gen ALDOB localizado en el cromosoma 9. Este gen tiene 14500 pares de bases y contiene 9 exones. Los defectos en este gen se han identificado como causa de la intolerancia hereditaria a la fructosa.

### Estructura
La aldolasa B es una enzima homotetramérica compuesta por cuatro subunidades de masa molecular 36 kDa, con simetría 222 local. Cada subunidad posee un barril α/β de 8 filamentos que contiene la Lys-229 que es el residuo que forma la base de Schiff necesaria para la catálisis.
A pesar de que la mayor parte de la estructura de la aldolasa está conservada en las tres isozimas, se han identificado cuatro regiones altamente variables entre las tres isozimas. A estas regiones se les ha denominado regiones específicas de la isozima (ISR1-4). Se cree que estas regiones proporcionan a las isozimas su especificidad y las diferencias estructurales. Las ISR 1-3 se encuentran todas en el exón 3 del gen de la aldolasa B. La ISR 4 es la más variable de las cuatro y se encuentra en la región C-terminal de la proteína.
Las ISR 1-3 se encuentran predominantemente en la superficie de la enzima y no coinciden con el sitio activo, indicando que las ISRs pueden cambiar la especificidad por el sustrato o causar las interacciones de la región C-terminal con el sitio activo. Una teoría reciente sugiere que las ISR pueden permitir diferentes dinámicas conformacionales de la aldolasa que influyen en su especificidad.

### Fisiología
La aldolasa B juega un papel crucial en el metabolismo de los carbohidratos ya que cataliza una de las principales etapas de la glucólisis y la gluconeogénesis. También juega un papel importante en el metabolismo de la fructosa que se produce principalmente en el hígado, corteza adrenal y mucosa del intestino delgado. Cuando se absorbe la fructosa, es fosforilada por la fructoquinasa formando fructosa-1-fosfato. La aldolasa B entonces cataliza la rotura de la fructosa-1-fosfato en gliceraldehído y dihidroxiacetona fosfato. El gliceraldehído es fosforilado por la triosa quinasa para formar gliceraldehído-3-fosfato. Tanto la dihidroxiacetona como el gliceraldehído-3-fosfato pueden ser usados en la glucólisis y en la gluconeogénesis, convirtiéndose, pues, en piruvato o en glucosa, respectivamente.
A pesar de que el mecanismo de regulación de la aldolasa B es desconocido, se ha encontrado que un incremento en los carbohidratos proveniente de la dieta y un decremento en la concentración de glucagón provocan un incremento en la transcripción del gen ALDOB.

### Patología
Las mutaciones genéticas que provocan defectos en aldolasa B resultan en una condición llamada intolerancia hereditaria a la fructosa (IHF). Debido a la pérdida de aldolasa B funcional, los organismos con HFI no pueden procesar adecuadamente fructosa-1-fosfato produciendo la acumulación de este metabolito en los tejidos del cuerpo. Además de ser tóxico para los tejidos celulares, altos niveles en fructosa-1-fosfato atrapan el fosfato en una forma no usable y, por tanto, no es devuelto a las reservas de fosfato resultando en una reducción en la concentración de fosfato y ATP. La falta de fosfato disponible causa el cese de la glucogenólisis en el hígado que resulta en hipoglicemia. La acumulación de fructosa-1-fosfato también inhibe la gluconeogénesis, reduciendo adicionalmente la cantidad de glucosa disponible. La pérdida de ATP produce una multitud de problemas incluyendo la inhibición de la síntesis de proteínas y disfunción hepática y renal. Sin embargo, la prognosis del paciente es buena en casos de HFI. Evitando alimentos que contengan fructosa, sucrosa y sorbitol, los pacientes pueden vivir sin síntomas.
La IHF es un desorden autosomal recesivo hereditario. Se han identificado aproximadamente 30 mutaciones que causan HFI, y estas mutaciones combinadas resultan en una frecuencia de la IHF de 1 enfermo cada 20.000 nacimientos. Los alelos mutantes son resultado de un número de diferentes tipos de mutaciones incluyendo sustituciones de pares de bases y pequeños borrados. La mutación más común es la A149P que es una transversión de guanina a citosina en el exón 5, resultando en la sustitución de la alanina a prolina en la posición 149. Este alelo específico mutante comprende el 53% de los alelos de la HFI. Otras mutaciones que resultan en HFI son menos frecuentes y a veces correlacionadas con orígenes ancestrales.

## Aldolasa C
Se expresa específicamente en el hipocampo y en las células de Purkinje del cerebro. Se presenta como un homotetrámero. Interacciona con ATP6V1E1. Puede que interaccione con PLD2.

## En bioquímica humana

### Contexto
En seres humanos, la aldolasa es una enzima citoplasmática que participa en la conversión de algunos azúcares en energía. Específicamente cataliza la ruptura del aldol fructosa 1,6-bisfosfato, en dos triosas fosfato (dihidroxiacetona fosfato y gliceraldehído 3-fosfato) por medio de una reacción reversible.
Esta enzima participa en seis reacciones reversibles en las vías de gluconeogénesis y glucólisis. En la gluconeogénesis, la aldolasa cataliza la reducción del fosfoenolpiruvato a fructosa 1,6-bisfosfato. En la glucólisis, la aldolasa cataliza la oxidación de fructosa 1,6-bisfosfato a fosfoenolpiurvato. La aldolasa también escinde reversiblemente la fructosa 1-fosfato a gliceraldehído y dihidroxiacetona fosfato. Las enzimas de tipo B trabajan tanto en la gluconeogénesis como en la glucólisis, mientras que los tipos A y C trabajan principalmente en la glucólisis.
La aldolasa A se encuentra principalmente en músculo esquelético y en eritrocitos. El hígado, enterocitos y riñones contienen aldolasa B, y en el cerebro se encuentran tanto aldolasa A como aldolasa C.

### Indicaciones
Un análisis de aldolasa sanguínea (o sérica) puede ser útil para identificar estructuras dañadas en algunos órganos tales como el hígado, músculo, riñón o corazón.
Los niveles de aldolasa en plasma se miden por la actividad de esta enzima en unidades por litro y se encuentran normalmente en el rango de 1,0 a 7,5 U/L. Existen pequeñas variaciones en los rangos de referencia entre mujeres y hombres y basados en la estatura, peso, masa muscular y diferentes métodos utilizados para su medición.
Se pueden observar niveles elevados de aldolasa en algunas condiciones tales como daño en el músculo esquelético (politraumas), dermatomiositis, mononucleosis infecciosa, distrofia muscular, infarto de miocardio, hepatitis viral o autoinmune, cáncer hepático, cáncer de páncreas, cáncer de próstata y osteosarcoma.
La interpretación de los resultados requiere comprender la función de las diferentes clases de aldolasas. Cuando se daña una célula que contiene aldolasa, esta enzima se libera hacia el plasma en altos niveles. Para ciertas enfermedades, el monitoreo de los niveles de aldolasa puede utilizarse para asesorar directamente la terapia. Por ejemplo, la aldolasa A se encuentra contenida en tejido muscular, y se utiliza para monitorear el curso de la distrofia muscular.
La medición de los niveles de aldolasa A también puede utilizarse para diferenciar entre miopatías de origen muscular o neurológico. Si la aldolasa A se encuentra elevada, la causa primaria de la miopatía, puede encontrarse relacionada con un estado inflamatorio del propio músculo. Pero si los niveles séricos de aldolasa A no se encuentran elevados, la patología puede ser secundara a otra causa. Un ejemplo es un paciente con un historial de esclerosis múltiple que comienza a presentar debilidad muscular. En este caso, los niveles de aldolasa A serán normales.
Los niveles de aldolasa B se encuentran elevados en enfermedades hepáticas (por ejemplo hepatitis) o cardíacas (por ejemplo infarto de miocardio). Este marcador en particular, actualmente ya casi no se utiliza debido a que se han desarrollado otros test más específicos para enfermedades relacionadas con el hígado o el corazón.

### Preparación del paciente, recolección y almacenamiento
El paciente debe ayunar al menos durante 8 horas previo a la recolección de la muestra, también debe evitar la actividad física extenuante para que puedan obtenerse resultados fiables. La falta de ayuno, o la actividad extenuante pueden conducir a un aumento en la actividad aldolasa de los músculos lo que provoca niveles falsamente elevados de aldolasa en plasma, haciendo que los resultados no sean comparables con los valores de referencia. Ciertas medicaciones pueden elevar falsamente los niveles de aldolasa (por ejemplo en la miopatia inducida por estatinas o esteroides). Se debe considerar suspender estas medicaciones si se requiere obtener resultados precisos.
La muestra debe recogerse en un tubo para suero de tapa roja (limpio, sin gel). Debe obtenerse un mínimo de 0,2 ml de suero. Las muestras de suero hemolizado y los tubos con gel son especímenes inaceptables. La muestra debe ser congelada y derivada prontamente hacia los centros de procesamiento, donde debe ser tratada en forma especial.
La aldolasa se mide indirectamente a partir del producto que se obtiene cuando la enzima contenida en la muestra reacciona con una sustancia especial. La medición del producto final determina los niveles de aldolasa contenidos en el suero del paciente.
Esta determinación debe ser ordenada en forma separada de todo el resto de los paneles sanguíneos.
En resumen:
- Paciente: Ayuno de 8 Hs, y sin actividad física extenuante.
- Muestra: Suero
- Contenedor: Tubo para suero tapa roja (no tubo con gel)
- Recolección: Venopunción de rutina, 3,0 mL de sangre (se requiere un mínimo de 0,2 mL de suero para procesamiento).
- Transporte: La muestra se congela y se deriva con prontitud.

### Consideraciones
Los niveles de aldolasa varían con la edad. Los recién nacidos comienzan con niveles elevados que tienden a descender hacia la adultez. Los valores normales dependen de cada laboratorio. Un tiempo de ayuno inapropiado (menor a 8 horas) y algunas medicaciones pueden provocar falsos positivos.
Debido a la introducción de paneles hepáticos y cardíacos más específicos, la aldolasa ya no es un ensayo solicitado de rutina para evaluar la función hepática o cardíaca. Los niveles de aldolasa A pueden ser útiles para determinar o establecer la patología primaria en las manifestaciones de miopatia ya sea neurológica o muscular.

### Valores de referencia
Los valores de referencia para la aldolasa según la edad:
- 0-2 años: < 16 ± 2 U/L
- 3-16 años: < 8 ± 2 U/L
- 17 años en adelante: < 7.5 ± 2 U/L

Niveles elevados en plasma pueden indicar daño en diferentes sistemas de órganos.